# بازخورد (مجموعه تلویزیونی)
بازخورد (لهستانی: Informacja zwrotna) یک مجموعهٔ تلویزیونی درام دلهره‌آور لهستانی است که در سال ۲۰۲۳ منتشر شد. تریلر اولیه سریال در ۱۴ سپتامبر ۲۰۲۳ و تریلر رسمی آن در ۳۰ اکتبر ۲۰۲۳ منتشر شد.

## گزیدهٔ بازیگران
- آرکادیوش یاکوبیک
- دومینیکا بدنارچیک
- پشمیسواف بلوشچ
- ماوگوژاتا هایفسکا-کشیشتوفیک
- مارتا کلوبوویچ
- آندژی کونوپکا
- شیمون کوشمیدر
- مارتا مازورک
- زبیگنیف سوشنسکی
- ایرنئوش چوپ
- مارچین کووالچیک

## قسمت‌ها
| شم. در فصل | عنوان    | زمان     | تاریخ انتشار اصلی |
| ---------- | -------- | -------- | ----------------- |
| ۱          | «قسمت ۱» | ۵۳ دقیقه | ۱۵ نوامبر ۲۰۲۳    |
| ۲          | «قسمت ۲» | ۴۳ دقیقه | ۱۵ نوامبر ۲۰۲۳    |
| ۳          | «قسمت ۳» | ۵۵ دقیقه | ۱۵ نوامبر ۲۰۲۳    |
| ۴          | «قسمت ۴» | ۵۵ دقیقه | ۱۵ نوامبر ۲۰۲۳    |
| ۵          | «قسمت ۵» | ۴۸ دقیقه | ۱۵ نوامبر ۲۰۲۳    |